# Savinho
Sávio Moreira de Oliveira (São Mateus, Espírito Santo, 10 de abril de 2004), conocido como Savinho, es un futbolista brasileño. Juega de delantero y su equipo es el Manchester City F. C. de la Premier League.

## Trayectoria
Nacido en São Mateus y criado en la finca de sus abuelos, entró a las inferiores del Atlético Mineiro en 2018. Firmó su primer contrato profesional el 18 de junio de 2020, por tres años y con una cláusula de salida de sesenta millones de euros. Debutó con el primer equipo el 19 de septiembre contra el Atlético Goianiense en el Brasileirão.

### Primeros años en Europa
El 30 de junio de 2022 se anunció su fichaje por el E. S. Troyes A. C. francés. Al mes siguiente fue cedido al PSV Eindhoven, donde jugó tanto para el primer equipo como el filial.
La temporada 2023-24 siguió jugando a préstamo, esta vez en el Girona F. C. Debutó en La Liga, el 12 de agosto de 2023, en el partido de la primera jornada ante la Real Sociedad que finalizó en empate a uno. El 17 de septiembre marcó un gol, en la victoria a domicilio por 4-2, partido válido por La Liga ante el Granada C. F.
Terminó su temporada de préstamo en el Girona F. C. con 11 goles y 10 asistencias en 41 partidos. Fue elegido mejor jugador sub-23 del campeonato de Liga e incluído en el equipo del año de la competición, de la que fue el jugador con más regates exitosos con 104. Además, ayudó al club a clasificarse por primera vez en su historia para la Liga de Campeones de la UEFA.

### Manchester City
El 18 de julio de 2024 fue traspasado al Manchester City F. C. con el que firmó por cinco años. Hizo su debut el 10 de agosto en la Community Shield que ganaron en la tanda de penaltis al Manchester United F. C. Su primer tanto llegó el 29 de diciembre en un partido de la Premier League contra el Leicester City F. C. en el que también dio una asistencia a Erling Haaland. Marcó un gol en la Liga de Campeones de la UEFA el 29 de enero en una victoria por 3-1 en la fase de liga en casa sobre el Club Brujas, ayudando al equipo a asegurar la clasificación a los play-offs de la fase eliminatoria.

## Selección nacional
Sávio fue internacional en categorías inferiores por Brasil. Disputó el Campeonato Sudamericano de Fútbol Sub-15 de 2019. Cinco años después, en marzo de 2024, debutó con la selección absoluta en un amistoso ante Inglaterra en Wembley. Unos meses después acudió a la Copa América, torneo en el que marcó su primer gol como internacional frente a Paraguay.

### Participaciones en Copas América
| Torneo            | Sede           | Resultado        | Partidos | Goles |
| ----------------- | -------------- | ---------------- | -------- | ----- |
| Copa América 2024 | Estados Unidos | Cuartos de final | 4        | 1     |

## Estadísticas
Actualizado al último partido disputado el 30 de junio de 2025.
| Club                             | Div.          | Temporada     | Liga  | Liga  | Liga estatal | Liga estatal | Copas nacionales | Copas nacionales | Copas internacionales | Copas internacionales | Total | Total |
| Club                             | Div.          | Temporada     | Part. | Goles | Part.        | Goles        | Part.            | Goles            | Part.                 | Goles                 | Part. | Goles |
| -------------------------------- | ------------- | ------------- | ----- | ----- | ------------ | ------------ | ---------------- | ---------------- | --------------------- | --------------------- | ----- | ----- |
| Atlético Mineiro · Brasil        | 1.ª           | 2020          | 8     | 0     | ―            | ―            | 0                | 0                | 0                     | 0                     | 8     | 0     |
| Atlético Mineiro · Brasil        | 1.ª           | 2021          | 4     | 0     | 7            | 0            | 2                | 0                | 0                     | 0                     | 13    | 0     |
| Atlético Mineiro · Brasil        | 1.ª           | 2022          | 8     | 1     | 2            | 0            | 2                | 0                | 2                     | 1                     | 14    | 2     |
| Atlético Mineiro · Brasil        | Total club    | Total club    | 20    | 1     | 9            | 0            | 4                | 0                | 2                     | 1                     | 35    | 2     |
| Jong PSV · Países Bajos          | 2.ª           | 2022-23       | 9     | 2     | ―            | ―            | ―                | ―                | ―                     | ―                     | 9     | 2     |
| Jong PSV · Países Bajos          | Total club    | Total club    | 9     | 2     | 0            | 0            | 0                | 0                | 0                     | 0                     | 9     | 2     |
| PSV Eindhoven · Países Bajos     | 1.ª           | 2022-23       | 6     | 0     | ―            | ―            | 0                | 0                | 2                     | 0                     | 8     | 0     |
| PSV Eindhoven · Países Bajos     | Total club    | Total club    | 6     | 0     | 0            | 0            | 0                | 0                | 2                     | 0                     | 8     | 0     |
| Girona F. C. · España            | 1.ª           | 2023-24       | 37    | 9     | ―            | ―            | 4                | 2                | ―                     | ―                     | 41    | 11    |
| Girona F. C. · España            | Total club    | Total club    | 37    | 9     | 0            | 0            | 4                | 2                | 0                     | 0                     | 41    | 11    |
| Manchester City F. C. Inglaterra | 1.ª           | 2024-25       | 29    | 1     | ―            | ―            | 7                | 0                | 12                    | 2                     | 48    | 3     |
| Manchester City F. C. Inglaterra | Total club    | Total club    | 29    | 1     | 0            | 0            | 7                | 0                | 12                    | 2                     | 48    | 3     |
| Total carrera                    | Total carrera | Total carrera | 101   | 13    | 9            | 0            | 15               | 2                | 16                    | 3                     | 141   | 18    |
| 1. 2.                            |               |               |       |       |              |              |                  |                  |                       |                       |       |       |

## Palmarés

### Títulos estatales
| Título             | Club             | Estado       | Año  |
| ------------------ | ---------------- | ------------ | ---- |
| Campeonato Mineiro | Atlético Mineiro | Minas Gerais | 2020 |
| Campeonato Mineiro | Atlético Mineiro | Minas Gerais | 2021 |
| Campeonato Mineiro | Atlético Mineiro | Minas Gerais | 2022 |

### Títulos nacionales
| Título                        | Club                  | País         | Año  |
| ----------------------------- | --------------------- | ------------ | ---- |
| Campeonato Brasileiro Série A | Atlético Mineiro      | Brasil       | 2021 |
| Copa de Brasil                | Atlético Mineiro      | Brasil       | 2021 |
| Supercopa de Brasil           | Atlético Mineiro      | Brasil       | 2022 |
| Supercopa de los Países Bajos | PSV Eindhoven         | Países Bajos | 2022 |
| Copa de los Países Bajos      | PSV Eindhoven         | Países Bajos | 2023 |
| Community Shield              | Manchester City F. C. | Inglaterra   | 2024 |

### Títulos internacionales
| Título                         | Selección     | Sede     | Año  |
| ------------------------------ | ------------- | -------- | ---- |
| Campeonato Sudamericano Sub-15 | Brasil sub-15 | Paraguay | 2019 |
| Campeonato Sudamericano Sub-20 | Brasil sub-20 | Colombia | 2023 |